# Uere
L’Uere ou Were est une rivière de la république démocratique du Congo. C'est un affluent de l'Uele, qui devient l’Ubangi et alimente le fleuve Congo.